# Alex Dunphy
Alexandra Anastasia "Alex" Dunphy (Californië, 14 januari 1997) is een personage uit de sitcom Modern Family dat vertolkt wordt door Ariel Winter.

## Biografie
Alex begint in de serie als de bijna 13 jaar oude dochter van Phil en Claire. Alex is met voorsprong de slimste van de drie kinderen, Luke en Haley zijn de andere twee. Die laatste is dan ook het volledige tegenovergestelde van Alex. Alex geeft bijvoorbeeld meer om haar studies dan om haar vrienden, jongens of haar sociale leven, terwijl Haley het omgekeerde doet. Desondanks geniet ze er wel van haar broer en zus te plagen, vaak omwille van hun "domheid". Ze maakt hen bijvoorbeeld vaak totaal onrealistische dingen wijs, en omwille van hun naïviteit geloven ze deze. Zo zei ze bijvoorbeeld eens tegen Haley dat je batterijen kon opladen door ze over je hoofd te wrijven of door ze in je mond te steken. Daarnaast zei ze eens tegen Luke dat hij eigenlijk de zoon was van een ex-vriendin van Phil en dat hun grootvader Jay op sterven lag.
Als een stereotiep, vroegrijp kind geeft Alex blijk van een gevoel van superioriteit omwille van haar intelligentie, waardoor ze voortdurend haar prestaties toont en hiervoor erkenning eist. Ze speelt cello, dit deed ze omdat ze in het universiteitskoor meer op zoek waren naar cellospelers dan vioolspelers. Terwijl ze soms weleens durft te zeggen dat ze geen vrienden heeft, heeft ze ook een groep nerdfans op haar school. Haley vertelde Alex eens dat ze vindt dat Alex slim en aantrekkelijk is. Dit deed ze zodat Alex geen ingewikkelde speech zou voorlezen wanneer ze afstudeerde. Dit bleek ook te helpen, want ze werd hierdoor uitgenodigd voor een feestje.
Alex heeft een lange afstandsrelatie gehad met een jongen die ze heeft ontmoet in Wyoming. Later gaat ze naar het schoolbal met een andere jongen, die duidelijk homoseksueel is, alleen weet hijzelf dit schijnbaar nog niet. Van seizoen 1 tot 4 droeg ze een bril, die vanaf seizoen 5 werd vervangen door een andere. Alex had het moeilijk met het vinden van een goede universiteit. Ze werd niet aanvaard in Harvard, maar ze werd wel aanvaard door Caltech, waar ze ook ging studeren. Hier date ze met Sanjay Patel, die het later uitmaakt.
Ze zal in een relatie belanden met Ben, die werkt bij het bedrijf van haar moeder Claire en haar grootvader Jay, Pritchett's Closets & Blinds, maar later maakt ze het uit. Later begint ze te daten met Bill, een brandweerman die haar uit een brand gered heeft. Desondanks dat hij knap en gespierd is, is Alex een beetje beschaamd voor hem omdat hij niet zo slim is.
Bedenkers: Steven Levitan · Christopher Lloyd 

Hoofdpersonages: Jay Pritchett (Ed O'Neill) · Gloria Delgado-Pritchett (Sofía Vergara) · Claire Dunphy (Julie Bowen) · Phil Dunphy (Ty Burrell) · Mitchell Pritchett (Jesse Tyler Ferguson) · Cameron Tucker (Eric Stonestreet) · Luke Dunphy (Nolan Gould) · Haley Dunphy (Sarah Hyland) · Manny Delgado (Rico Rodriguez II) · Alex Dunphy (Ariel Winter) · Lily Tucker-Pritchett (Aubrey Anderson-Emmons) · Joe Pritchett (Jeremy Maguire)

Voornaamste nevenpersonages: Dylan Marshall (Reid Ewing) · Andy Bailey (Adam DeVine) · Pameron Tucker (Dana Powell)  · Ben (Joe Mande) · Frank Dunphy (Fred Willard) · Pepper Saltzman (Nathan Lane) · Ronaldo (Christian Barillas) · Stella (Brigitte the Dog) · Larry (Frosty the Cat)